# Ludia jordani
Ludia jordani är en fjärilsart som beskrevs av Thierry Bouyer 1997. Ludia jordani ingår i släktet Ludia och familjen påfågelsspinnare. Inga underarter finns listade i Catalogue of Life.